# Geruis (hart)
Een geruis of souffle aan het hart (souffle au coeur) is een geluid, dat een arts door onderzoek met zijn stethoscoop aan het hart kan waarnemen.
Een 'geruis' berust dikwijls op turbulente stroming van het bloed en is dan afwijkend.

## Harttonen
Het hart produceert bij gezonde patiënten twee harttonen.
De periode tussen de 1e en 2e toon heet systole; dan trekken de kamers samen. De eerste toon wordt indirect veroorzaakt door het sluiten van de atrioventriculaire (AV) kleppen. Dit zijn de mitralisklep en de tricuspidalisklep, beide gelegen tussen de boezems en kamers van het hart. Indirect betekent hier dat het stagneren van de bloedstroom tegen de dichte kleppen het geluid geeft.
De periode na de 2e toon heet diastole, het moment waarop de kamers weer ontspannen. De tweede toon wordt indirect veroorzaakt door het sluiten van de ventriculo-arteriële (VA) kleppen, ook wel semilunaire (halvemaanvormige) kleppen genoemd. Dit zijn de aortaklep en pulmonalisklep, gelegen tussen de hartkamers en de grote bloedvaten (longarteriën en aorta).
Naast de eerste en tweede harttoon bestaan er ook een derde en vierde harttoon, die bij de meeste mensen niet hoorbaar zijn. De derde harttoon valt vlak na de tweede harttoon en wordt veroorzaakt door de snelle vullingsfase van het hart. De vierde harttoon is altijd pathologisch en wordt veroorzaakt door het samentrekken van de boezems.
Er is een onderscheid te maken tussen een systolisch geruis en een diastolisch geruis. Systolisch te horen als " boem - sss - boem - rust ". Diastolisch te horen als "boem - boem - sss - rust ". Belangrijk is om weer te geven op welke plek het geruis het luidst is. De luidheid van geruisen wordt gescoord op een schaal van I tot VI: Graad I: zeer zacht, nog juist hoorbaar. Graad VI: buitengewoon luid, te horen met stethoscoop los van de huid.

## Belangrijkste oorzaken

### Systolisch geruis
- Onschuldig geruis: bij gezonde kinderen kan een geruisje voorkomen dat geen betekenis heeft. Het klinkt vaak muzikaal en is afhankelijk van de lichaamshouding.
- Wanneer het hart extra veel moet pompen: bloedarmoede, koorts, enz.
- Bij aangeboren hartafwijkingen, zoals een opening in het tussenschot van de kamers (ventrikelseptumdefect); of de boezems (atriumseptumdefect; geruis wordt veroorzaakt doordat er te veel bloed door de longslagader stroomt).
- Bij klepafwijkingen; zoals een vernauwde aortaklep (aortaklepstenose); vernauwde klep van de longslagader (pulmonalisklepstenose); of lekkende klep tussen kamer en boezem (mitralisinsufficiëntie).

### Diastolisch geruis
- Bij aangeboren hartafwijkingen: bijvoorbeeld een verbinding tussen de aorta en de longslagader (open ductus Botalli)
- Bij lekkende klep van de aorta (aorta-insufficiëntie); of klep van de longslagader (pulmonalisinsufficiëntie).
- Bij vernauwing van de klep tussen linkerkamer en linkerboezem (mitralisstenose).

## Fonocardiografie

Normale en afwijkende fonocardiogrammen

Door middel van fonocardiografie kunnen de geluiden aan het hart worden geregistreerd en grafisch geanalyseerd.